# Venas cerebrales medias
Las venas cerebrales medias son la vena cerebral media superficial y la vena cerebral media profunda.
- La vena cerebral media superficial (vena silviana superficial) comienza en la superficie lateral del hemisferio cerebral y, recorriendo el surco lateral, termina en el seno cavernoso o en el seno esfenoparietal.
- La vena cerebral media profunda (vena silviana profunda) recibe los afluentes de la insular y del giro vecino, y discurre en la parte inferior del surco lateral.

## Relaciones
La vena cerebral media superficial está conectada
1. con el seno sagital superior por la vena anastomótica superior (vena de Trolard) que desemboca en una de las venas cerebrales superiores;
2. con el seno transverso por la vena anastomótica inferior (vena de Labbé) que discurre sobre el lóbulo temporal.

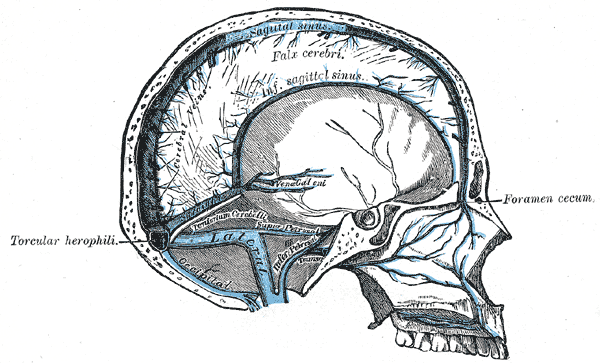
Sección sagital del cráneo, mostrando los senos de la duramadre. (Venas cerebrales etiquetadas en el centro a la izquierda)

## Imágenes adicionales

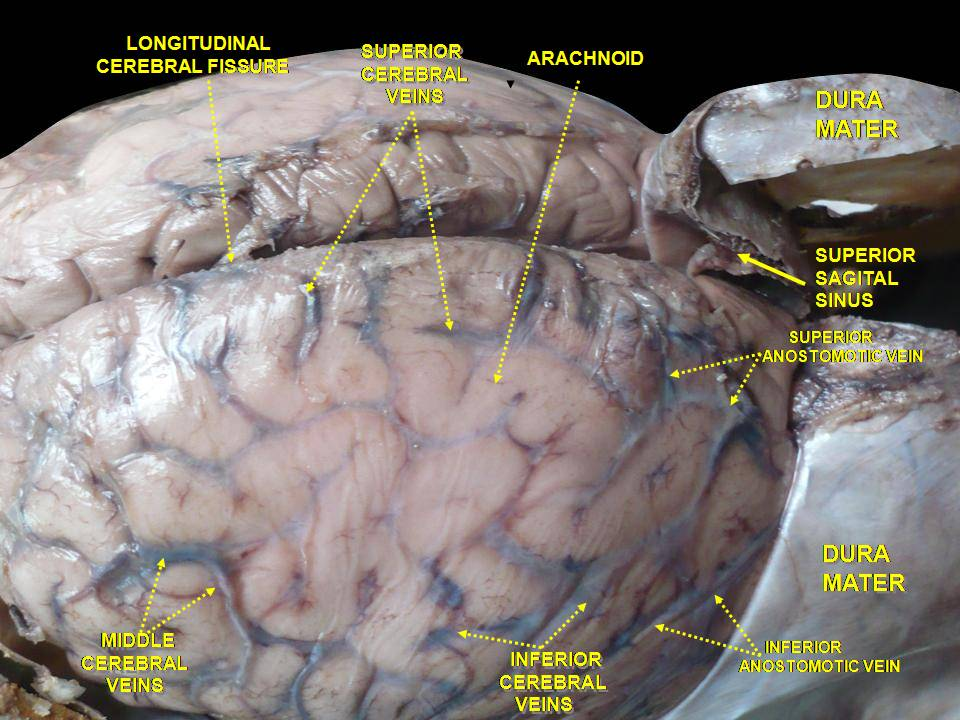
Meninges y venas cerebrales superficiales.Disección profunda.Vista superior.
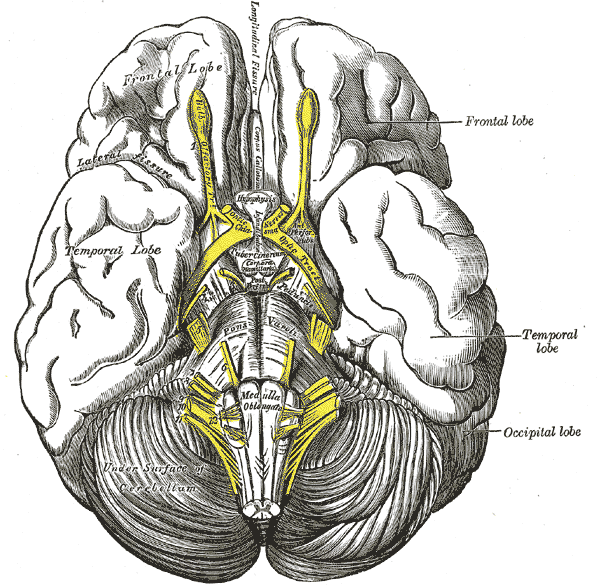
Base del cerebro. (Fisura lateral visible en la parte superior izquierda).